# Jack Dillon
Jack Dillon, właśc. Ernest Cutler Price (ur. 2 lutego 1891 we Frankforcie w stanie Indiana, zm. 7 sierpnia 1942 w Chattahoochee na Florydzie) – amerykański bokser, były zawodowy mistrz świata kategorii półciężkiej.
Choć miał naturalną wagę średnią, a później półciężką, skutecznie mierzył się z zawodnikami wagi ciężkiej. Stąd nosił przydomek Jack the Giant Killer.
Pierwsze walki zawodowe stoczył w 1908. Był niepokonany w pierwszych 61 walkach (z których część była rozgrywana no decision), dopiero we wrześniu 1911 przegrał przez techniczny nokaut z Eddiem McGoortym. Wcześniej stoczył udane pojedynki z takimi zawodnikami, jak George Chip (trzykrotnie), Mike Twin Sullivan i Bob Moha (dwukrotnie), z których jeden z Chipem wygrał na punkty, a w pozostałych zdaniem prasy był lepszy (były no decision).
Po pokonaniu 1 stycznia 1912 w Indianapolis Leo Houcka przez techniczny nokaut w 6. rundzie Dillon ogłosił się mistrzem świata w wadze średniej (do 158 funtów). Od tragicznej śmierci Stanleya Ketchela w 1910 nie było jasne, kto jest mistrzem tej kategorii i kilku pięściarzy: Billy Papke, Hugo Kelly, Georges Carpentier, Cyclone Jim Thompson i Leo Houck rościło sobie prawo do tego tytułu. Powszechne uznanie zyskał jednak Frank Klaus, który 22 lutego 1912 pokonał Sailora Eda Petroskeya. Niezależnie od tego Dillon w latach 1912–1914 wielokrotnie toczył walki reklamowane jako pojedynki o mistrzostwo świata w wadze średniej, zwykle w formule no decision. 23 marca 1912 w San Francisco Frank Klaus pokonał Dillona na punkty po 20 rundach odbierając mu roszczenia do tytułu mistrza świata, jednak 28 maja tego roku Dillon pokonał innego pretendenta do tytułu Hugo Kelly’ego przez nokaut w 3. rundzie. Potem Dillon stoczył zwycięskie zdaniem prasy pojedynki no decision m.in. z Jackiem Twin Sullivanem, George’em Chipem (czterokrotnie), Leo Houckiem, Battlingiem Levinskym, Bobem Moha, Frankiem Klausem,  Sailorem Edem Petroskeyem i Firemanem Jimem Flynnem, natomiast był zdaniem prasy gorszy od Leo Houcka w walce z października 1913.
14 kwietnia 1914 w Butte zmierzył się z Battlingiem Levinskym o mistrzostwo świata w kategorii półciężkiej (do 175 funtów). Tytuł w tej kategorii był nieobsadzony, odkąd Philadelphia Jack O’Brien przestał go bronić w 1905. Dillon zwyciężył na punkty po 12 rundach i został tym samym nowym mistrzem świata, choć jego tytuł nie był powszechnie akceptowany. Dillon bronił wielokrotnie mistrzostwa, przeważnie w formule no decision. Umocnił swoje roszczenia, gdy 15 czerwca 1914 w Butte zwyciężył z innym pretendentem do tytułu Bobem Moha. stoczył następujące walki w obronie tytułu mistrza świata:
| Data                      | Miejsce      | Oponent           | Wynik               | Źródło |
| ------------------------- | ------------ | ----------------- | ------------------- | ------ |
| 28 kwietnia 1914(dts)     | Kansas City  | Al Norton         | wygrana na punkty   | [ 7 ]  |
| 28 maja 1914(dts)         | Indianapolis | Battling Levinsky | no decision         | [ 8 ]  |
| 15 kwietnia 1914(dts)     | Butte        | Bob Moha          | wygrana na punkty   | [ 6 ]  |
| 20 lutego 1915(dts)       | Nowy Jork    | Frank Mantell     | no decision         | [ 9 ]  |
| 23 lutego 1915(dts)       | Nowy Jork    | Johnny Howard     | no decision         | [ 10 ] |
| 7 czerwca 1915(dts)       | Rochester    | Tom McMahon       | no decision         | [ 11 ] |
| 11 czerwca 1915(dts)      | Cincinnati   | Frank Mantell     | no decision         | [ 12 ] |
| 28 stycznia 1916(dts)     | Superior     | Billy Miske       | no decision         | [ 13 ] |
| 14 kwietnia 1916(dts)     | Minneapolis  | Billy Miske       | no decision         | [ 14 ] |
| 25 kwietnia 1916(dts)     | Kansas City  | Battling Levinsky | wygrana na punkty   | [ 15 ] |
| 10 października 1916(dts) | Nowy Jork    | Sailor Grande     | nokaut w 2. rundzie | [ 16 ] |
| 17 października 1916(dts) | Nowy Jork    | Tim O’Neil        | no decision         | [ 17 ] |

W tym okresie Dillon walczył również z takimi bokserami, jak Fireman Jim Flynn (czterokrotnie), „Porky” Dan Flynn (trzykrotnie), Ed „Gunboat” Smith (dwukrotnie) czy George Chip.
24 października 1916 w Bostonie Battling Levinsky odebrał Dillonowi tytuł mistrza świata wygrywając z nim na punkty. Był to dziewiąty pojedynek tych pięściarzy.
Dillon kontynuował karierę bokserską, walcząc przeważnie no decision. Zmierzył się w tym czasie m.in. z takimi pięściarzami, jak Mike Gibbons (w 1916 i 1917), Billy Miske (w 1916 i dwa razy w 1917), Bob Moha (w 1917), Ed „Gunboat” Smith (w 1917), Al McCoy (w 1917 i dwa razy w 1918), George Chip (w 1917 i 1918) i Harry Greb (w 1917 i 1918). W 1919 walczył tylko raz, przegrywając przez nokaut. Stoczył 15 bokserskich pojedynków w 1920, cztery w styczniu i lutym 1921 i jeszcze jeden w styczniu 1923, po czym zakończył zawodowe uprawianie boksu.
Po zakończeniu kariery prowadził małą restaurację na Florydzie. Został wybrany w 1995 do Międzynarodowej Bokserskiej Galerii Sławy.